# Gerda Taro

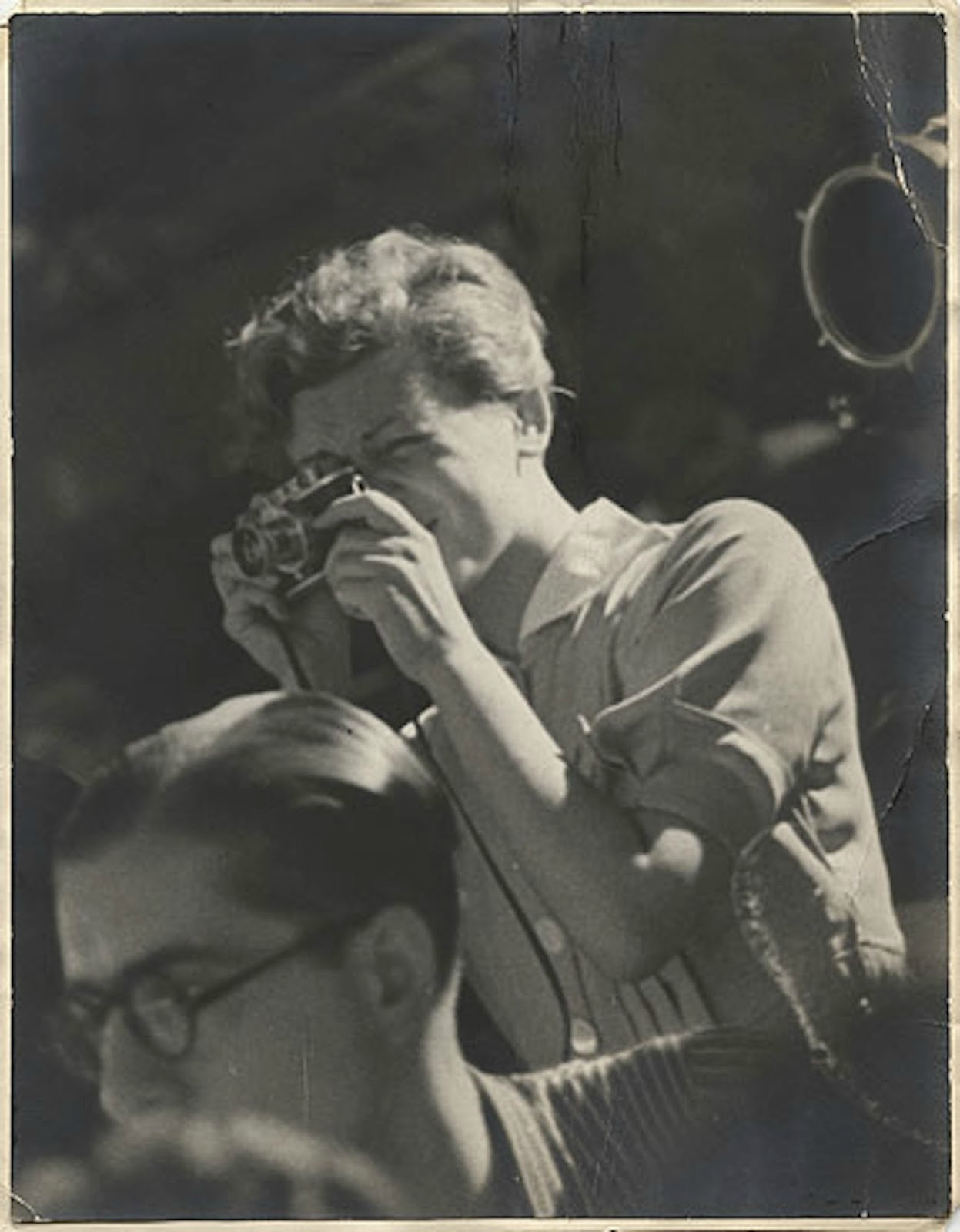
Gerda Taro im Juli 1937

Gerda Taro (bürgerlich Gerta Pohorylle; * 1. August 1910 in Stuttgart; † 26. Juli 1937 in El Escorial, Spanien) war eine deutsche Fotografin. Sie dokumentierte zusammen mit ihrem Partner Robert Capa die Gräuel des Spanischen Bürgerkrieges und war damit die erste Frau, die an einer Kriegsfront fotografierte.

## Leben und Werk
Gerta Pohorylle war die älteste Tochter des aus Ostgalizien eingewanderten jüdischen Kaufmanns Heinrich Pohorylle und seiner Frau Gisela Boral. Sie verbrachte ihre Kindheit und Jugend vor allem in Stuttgart. 1929 zog die Familie nach Leipzig, wo Gerta Pohorylle die reformpädagogisch orientierte Gaudigschule besuchte und sich sozialistischen Gruppierungen anschloss.

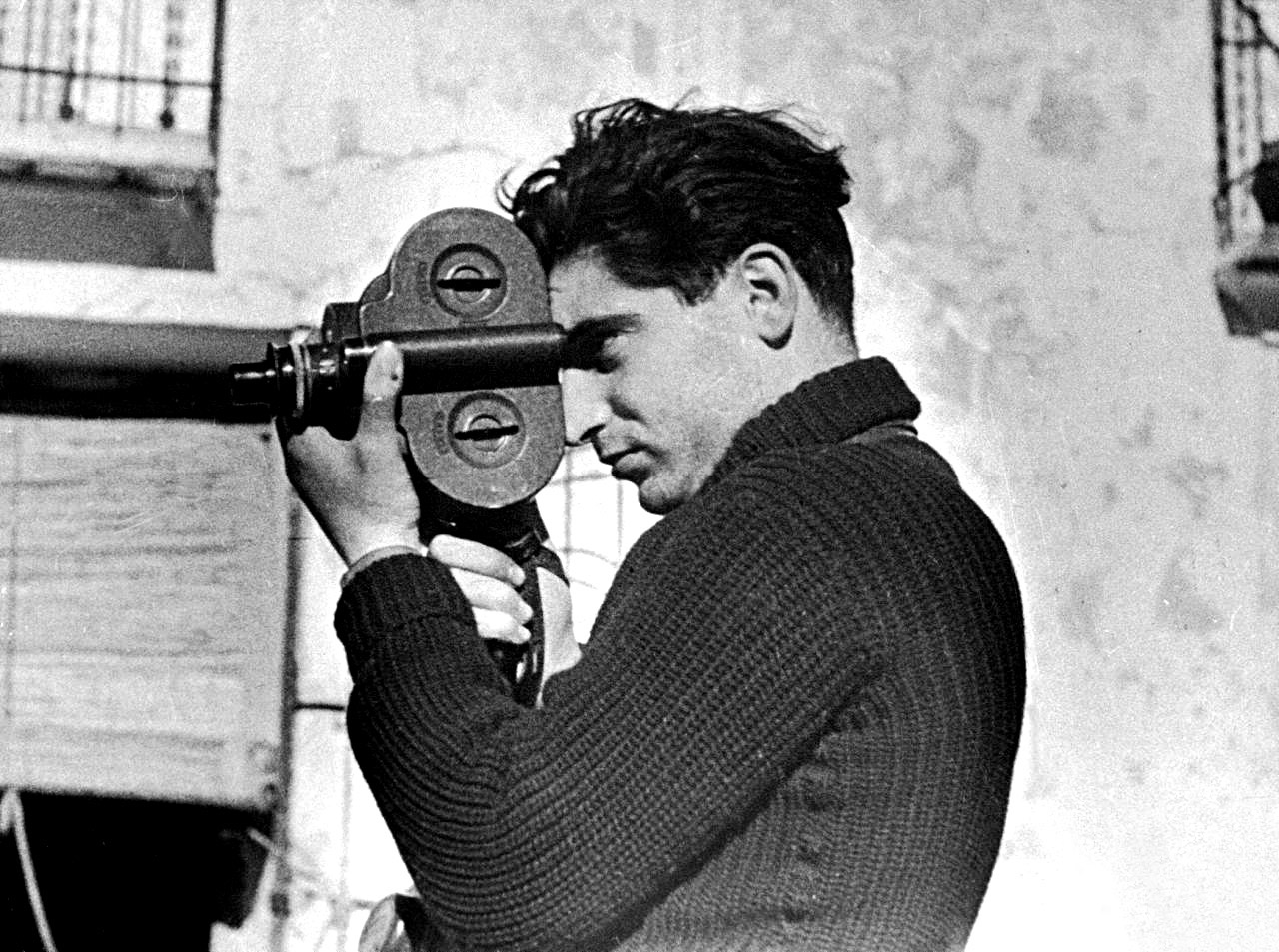
Gerda Taro: Robert Capa im Spanischen Bürgerkrieg, 1937

Sie beteiligte sich an Flugblattaktionen gegen die Nationalsozialisten und wurde im März 1933 von einem Rollkommando der SA (Sturmabteilung) verhaftet. Nach knapp drei Wochen kam sie aus dem Leipziger Frauengefängnis frei. Kurz darauf emigrierte sie nach Paris, welches sie im Spätherbst 1933 erreichte. Dort lernte sie im September 1934 den ungarischen Fotografen Robert Capa kennen und wurde bald darauf seine Schülerin und Lebensgefährtin.
Um ihre Chance auf Einkünfte aus ihrer künstlerischen Arbeit zu erhöhen und bessere Aufträge zu erhalten, schlug Gerta Pohorylle vor, unter Pseudonym zu arbeiten: Ihr Lebensgefährte änderte seinen Geburtsnamen Endre Ernö Friedmann in Robert Capa, für sich selbst wählte sie den Namen Gerda Taro (nach Tarō Okamoto und Greta Garbo). Der erste Presseausweis von Gerda Taro wurde von einer Amsterdamer Fotoagentur ausgestellt und ist auf den 4. Februar 1936 datiert.
Als der Militärputsch in Spanien am 18. Juli 1936 die Welt in Atem hielt, entschlossen sich – wie viele andere Intellektuelle – auch Gerda Taro und Robert Capa, nach Spanien zu gehen, um den Bürgerkrieg zu dokumentieren. Am 5. August 1936 waren sie in Barcelona. In den folgenden Monaten fotografierten Taro und Capa die Gräuel des Spanischen Bürgerkrieges von der republikanischen Seite für verschiedene internationale Zeitungen.

## Früher Tod

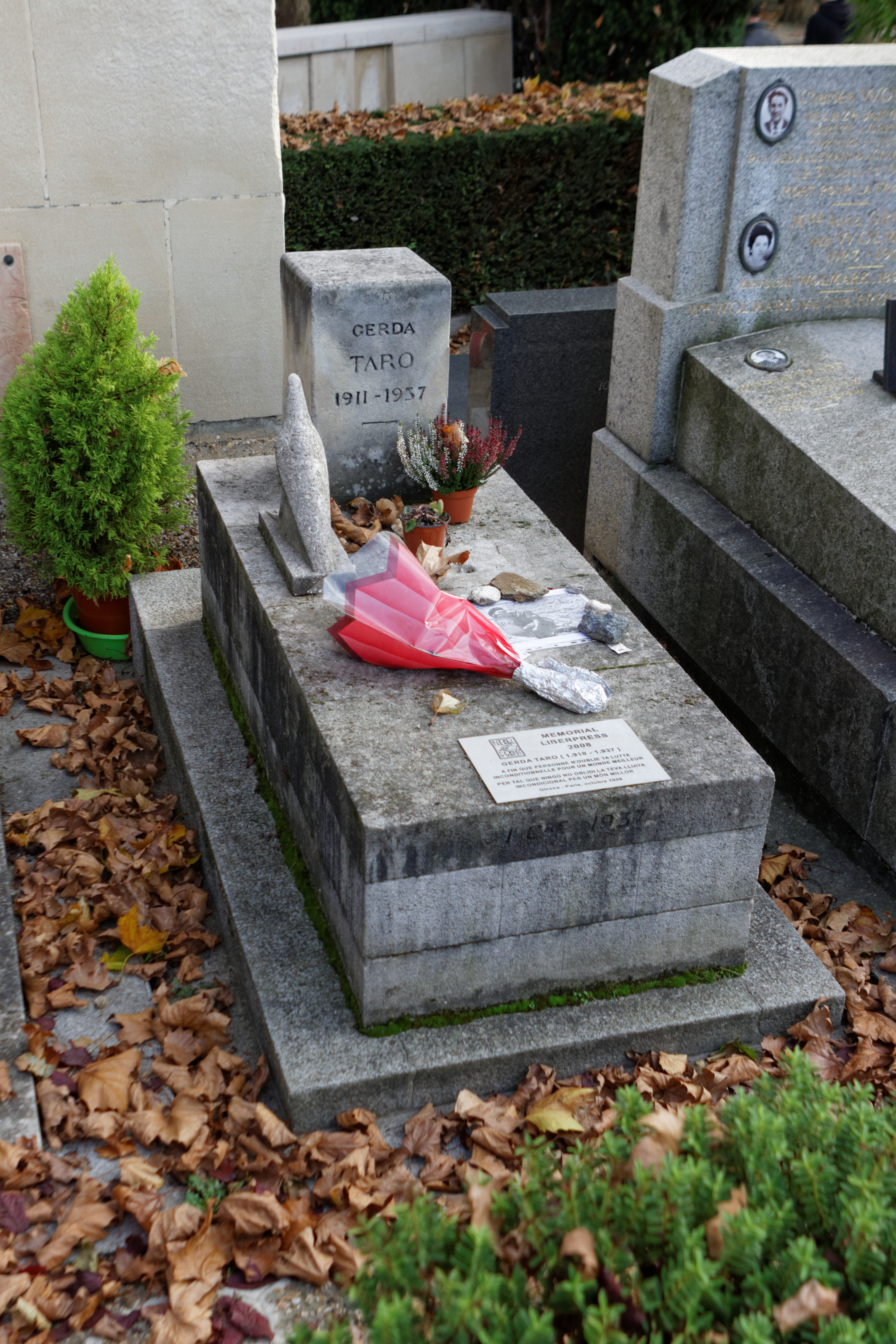
Grab von Gerda Taro auf dem Friedhof Père-Lachaise (Paris)

Am 25. Juli 1937 wurde Gerda Taro während eines Angriffs der deutschen Legion Condor bei Villanueva de la Cañada an der Brunete-Front von einem republikanischen Panzer überrollt, nachdem sie von einem Trittbrett eines Lkw abgerutscht war, mit dem sie aus der Kampfregion flüchten wollte. Einen Tag später erlag sie im englischen Lazarett in El Escorial, wo sie noch operiert wurde, ihren Verletzungen.
Als sie am 1. August 1937, ihrem 27. Geburtstag, auf dem Friedhof Père-Lachaise in Paris beigesetzt wurde, folgten Tausende ihrem Sarg. Der Trauerzug, angeführt von ihrem Vater sowie Pablo Neruda, Paul Nizan und Louis Aragon, wurde zu einer Demonstration gegen den Faschismus. Henri Cartier-Bresson, Tristan Tzara und die deutschen Emigranten Anna Seghers und Egon Erwin Kisch waren gekommen. Das von Alberto Giacometti geschaffene Grabmal für Taro ist nur noch in stark veränderter Form erhalten.

## Nachlass
Kurz nach Taros Tod erschienen Fotos, die sie an der Brunete-Front gemacht hatte, im US-Magazin Life unter dem Titel The Spanish War Kills Its First Woman Photographer.
Seit Beginn der 1990er-Jahre macht die Autorin und Kulturwissenschaftlerin Irme Schaber das Leben und Werk Gerda Taros der Öffentlichkeit wieder bekannt.
Im Jahr 2007 sorgte ein Fotofund für Aufmerksamkeit. In Mexiko tauchte ein Koffer mit rund 800 Bildnegativen auf, die in den Wirren des Spanischen Bürgerkriegs verschwunden waren und bis dato als verschollen galten. Der unter dem Etikett The Mexican Suitcase Schlagzeilen machende Fund enthielt neben – teils bereits publizierten – Originalen, die Capa zugeschrieben worden waren, weitere zahlreiche Bilder von Gerda Taro sowie David Seymour, einem polnischen Fotojournalisten, der in Spanien eng mit Taro und Capa zusammengearbeitet hatte. Fachleute für Geschichte, Fotografie und Fotojournalismus bewerteten die wieder aufgetauchten Aufnahmen als wichtiges Dokument der engen Zusammenarbeit von Taro und Capa. Das wiederentdeckte Gesamtwerk wurde in zahlreichen Ausstellungen präsentiert (unter anderem in Bilbao, Yokohama und Paris) und auszugsweise auch in gedruckter Form publiziert.

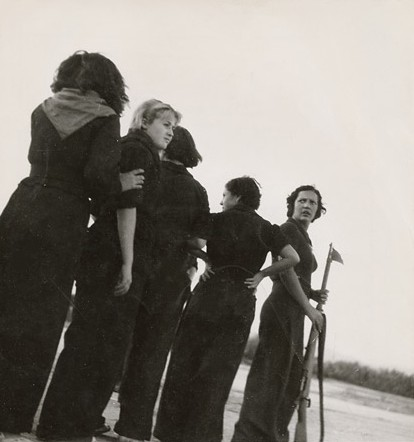
Weibliche Miliz im Jahr 1936
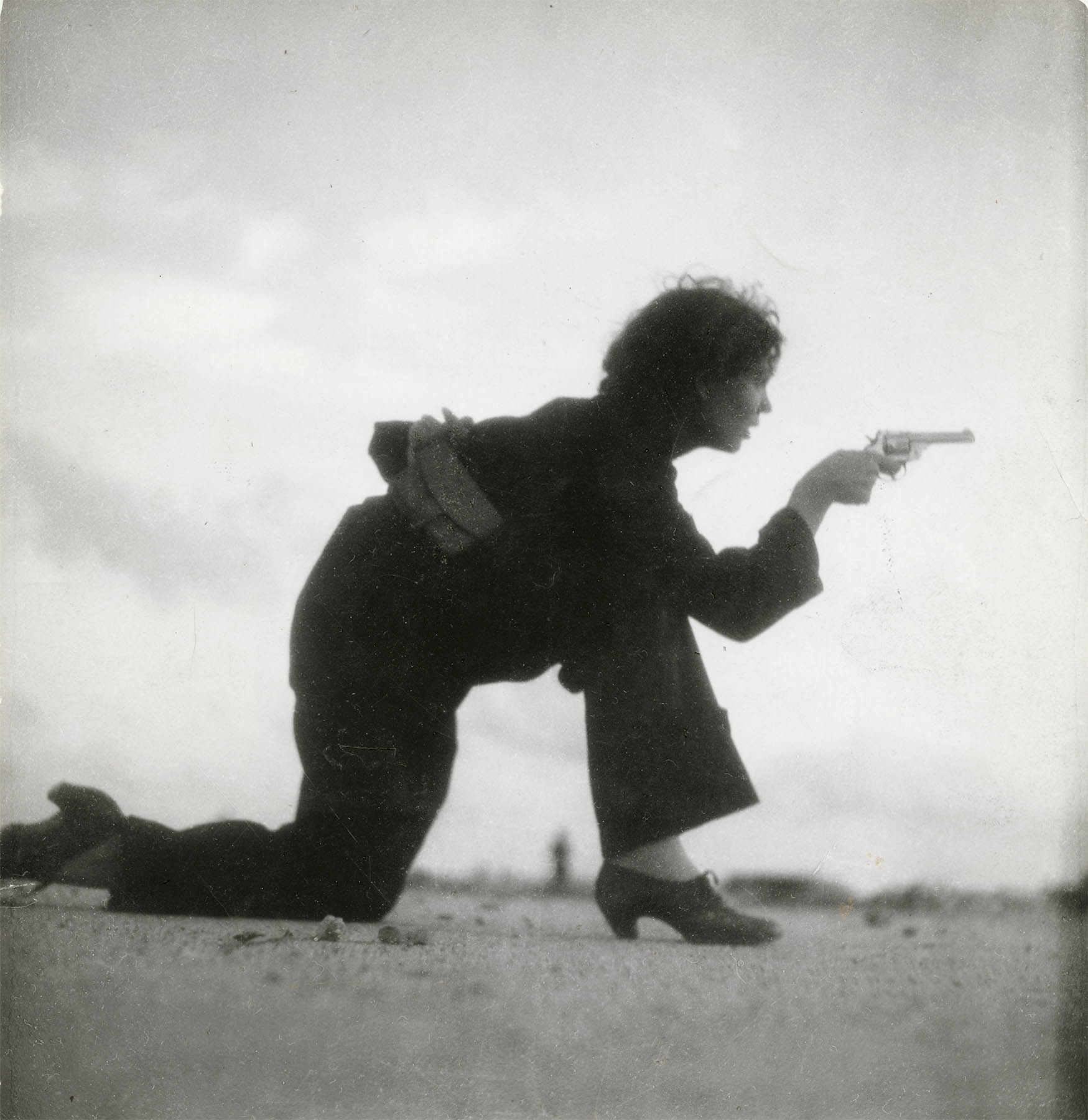
Republikanische Frau bei einer militärischen Übung, Barcelona 1936.
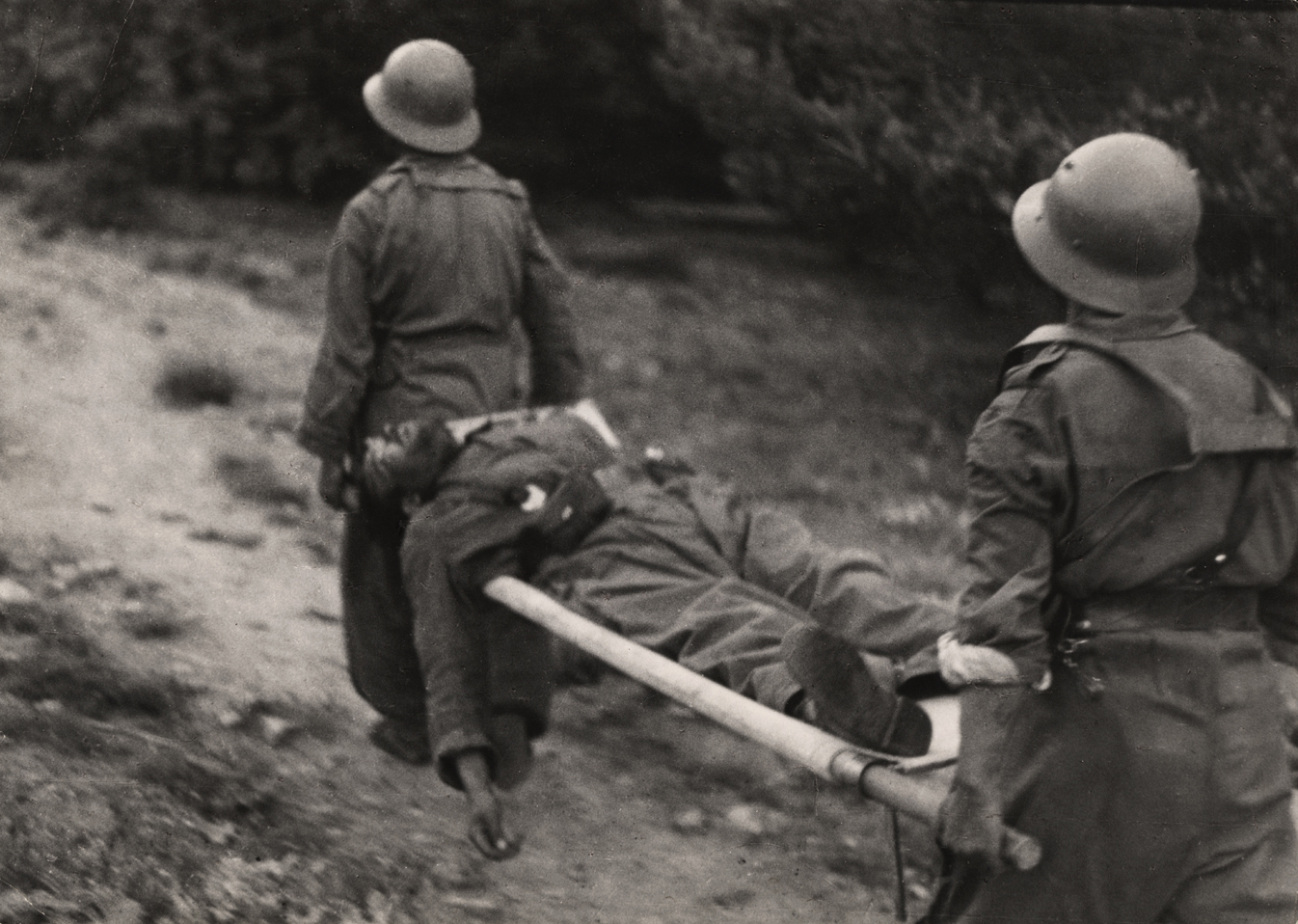
Zwei republikanische Soldaten mit einer Bahre auf dem Navacerrada-Pass (Spanien), vermutlich Mai 1937

## Gegenwart

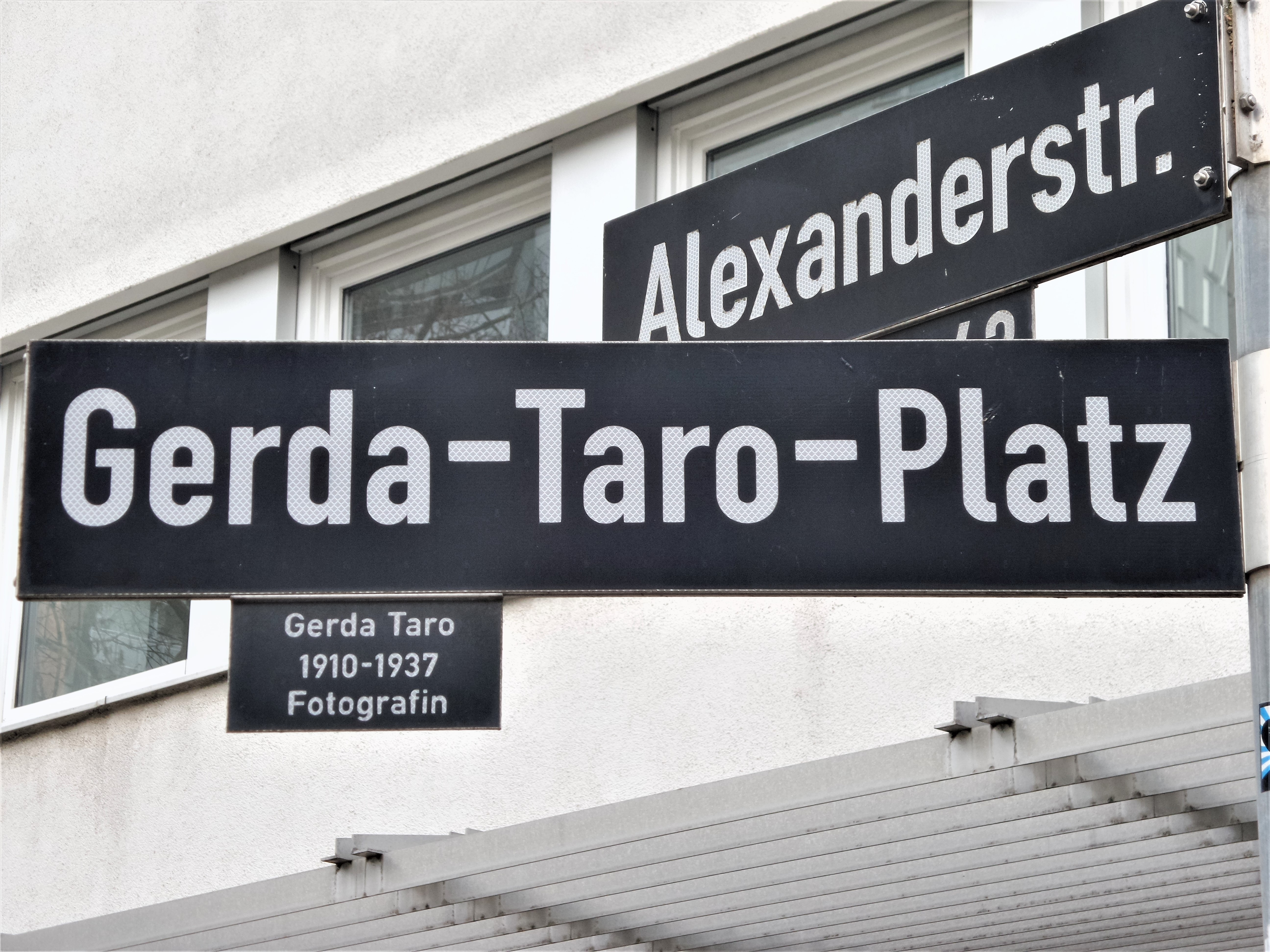
Gerda-Taro-Platz in Stuttgart

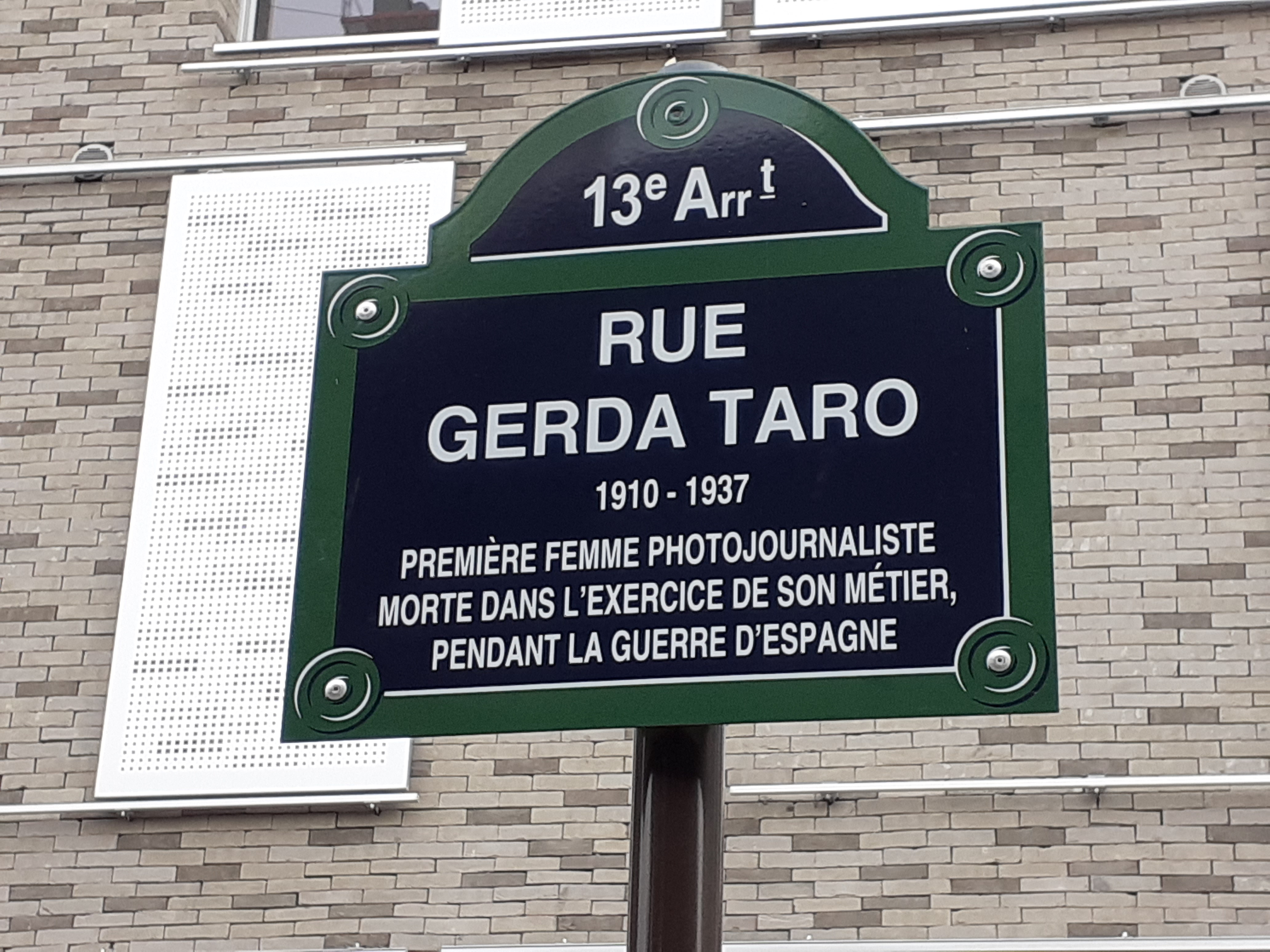
Tafel der Rue Gerda Taro in Paris

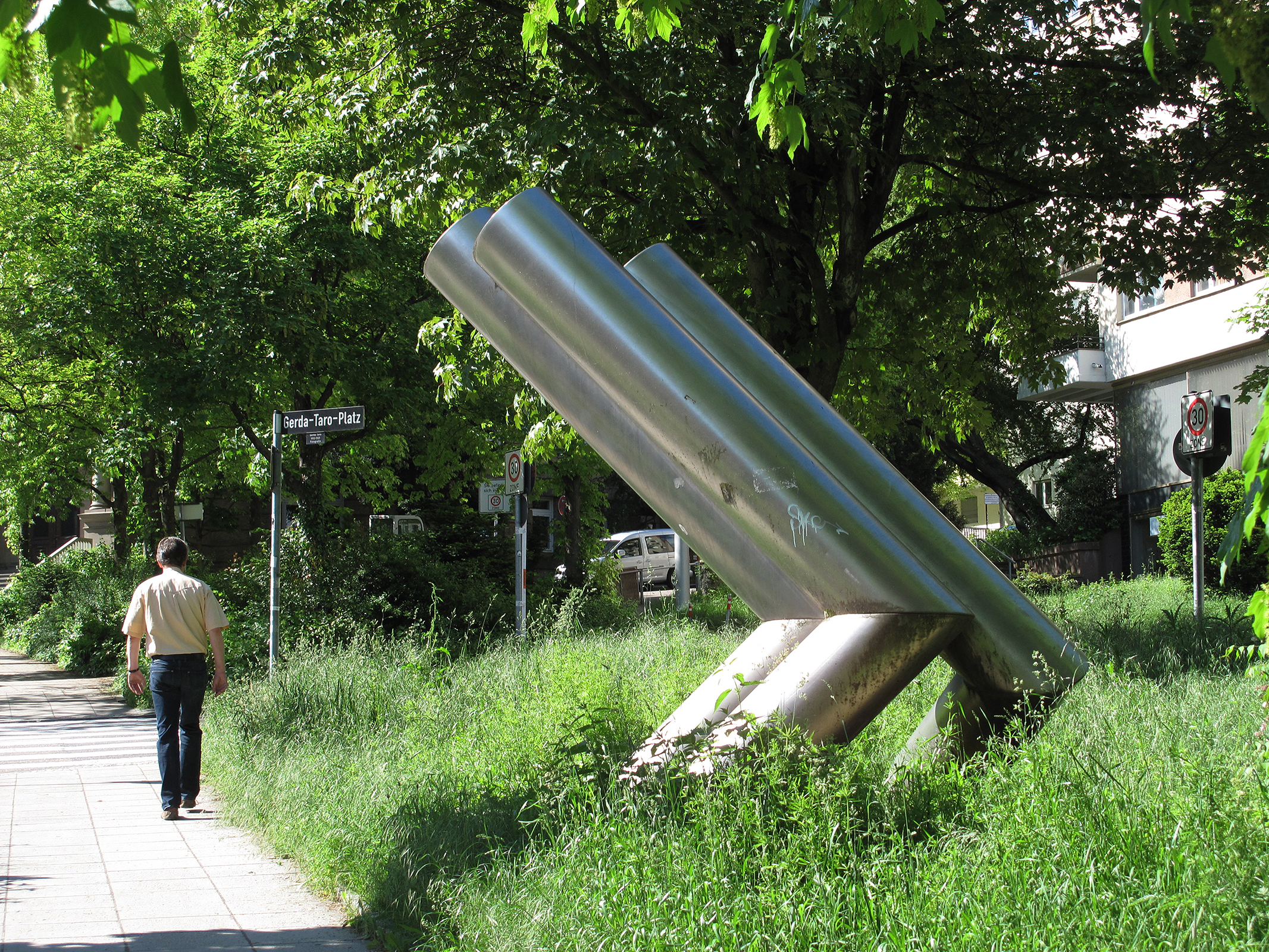
Gerda-Taro-Platz in Stuttgart-Mitte, Skulptur von Erich Hauser (1972)

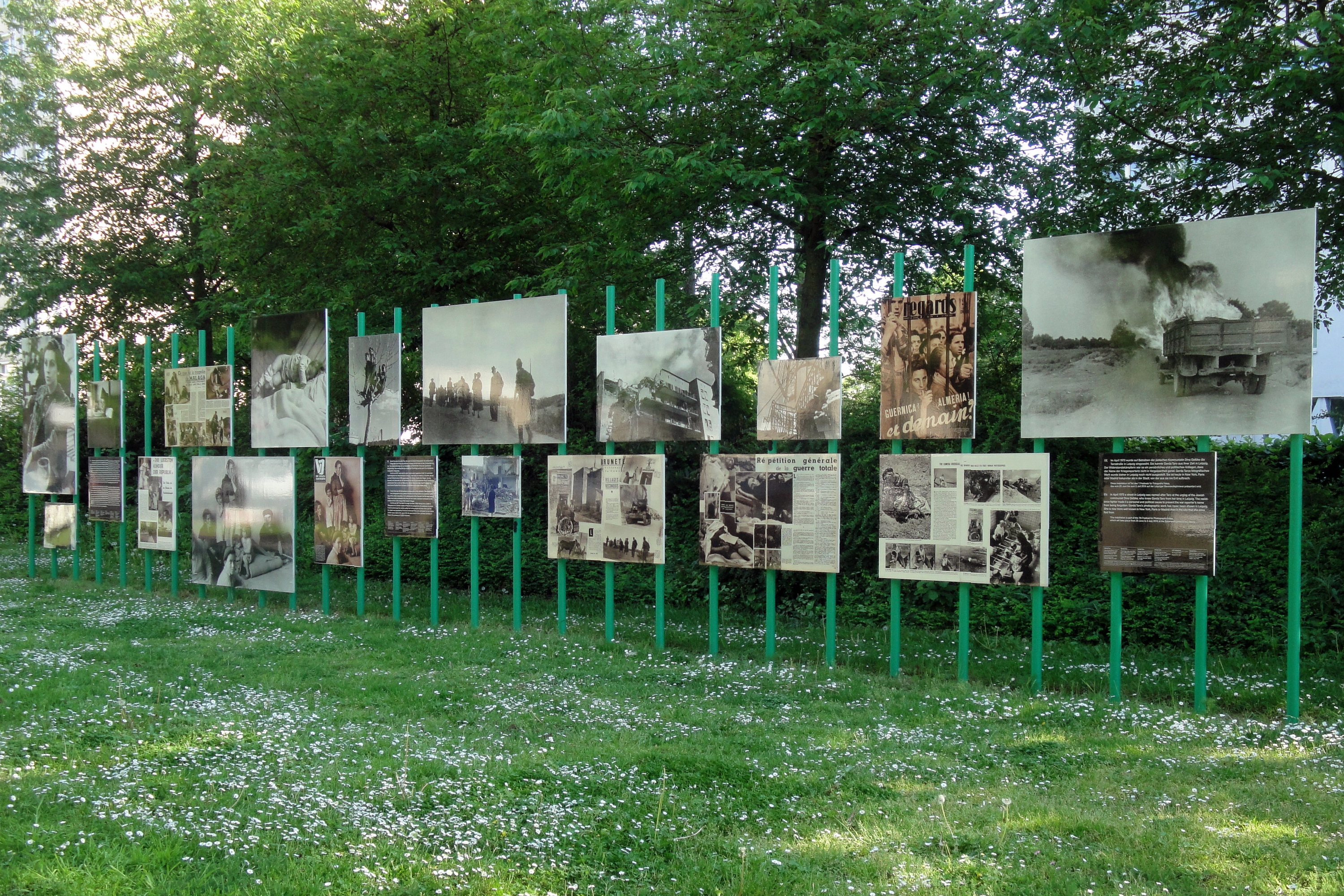
7. Internationales Fotografiefestival F/STOP, Leipzig, mit Fotos von Taro

### Ehrungen
- In Leipzig trägt seit 1970 eine Straße in der südöstlichen Vorstadt den Namen Tarostraße zu Ehren von Gerda Taro.
- Im Oktober 2008 benannte man in Stuttgart die Grünfläche zwischen Hohenheimer/Dannecker- und Alexanderstraße in den Gerda-Taro-Platz um.[9] Dieser wurde im Jahr 2014 nach langen Kontroversen aufwändig umgestaltet und schließlich im November desselben Jahres neu eröffnet.[10]
- Gerda Taro wurde von der britischen Band alt-J der Song Taro auf dem Album An Awesome Wave (2012) gewidmet, der ihre und die Geschichte Robert Capas erzählt.[11]
- Am 28. Juni 2018 erhielt in Leipzig das neu errichtete Gymnasium an der Telemannstraße den Namen Gerda-Taro-Schule.[12]
- Die Stadt Paris benannte im 13. Pariser Arrondissement 2019 eine Straße Rue Gerda Taro.[13]
- Fünf Stolpersteine wurden zur Erinnerung an sie und ihre Familie Pohorylle am 7. März 2024 an ihrem ehemaligen Wohnort in Leipzig der jetzigen Springerstraße 38–40 (die frühere Nr. 32) auf Initiative der Gerda-Taro-Schule und des Erich-Zeigner-Haus e. V. verlegt.[14]

### Antisemitische Angriffe
In der Nacht zum 4. August 2016 übermalten Unbekannte mit schwarzer Teerfarbe die auf Tafeln öffentlich ausgestellten Kriegsfotografien in der Straße des 18. Oktober in Leipzig. Anderthalb Monate nach dem Anschlag konnten die Tafeln dank einer erfolgreichen Crowdfunding-Kampagne erneuert werden.
Am Abend des 4. April 2021 wurde am Stuttgarter Gedenkort für Gerda Taro ein antisemitischer Anschlag verübt. Mehrere der Informationstafeln wurden mit Hakenkreuzen beschmiert. Als Reaktion auf diesen Anschlag wurde am 29. April eine Protest- und Gedenkveranstaltung Gegen Antisemitismus, Rassismus, Hass und Gewalt! von verschiedenen Gruppen organisiert.

## Ausstellungen
Da viele ihrer Aufnahmen Robert Capa zugeschrieben worden waren, wurde Gerda Taros Œuvre erst 70 Jahre nach ihrem Tod die erste eigens konzipierte Ausstellung gewidmet.
- Gerda Taro. International Center of Photography, New York, 26. September 2007 bis 6. Januar 2008.[20]
- Gerda Taro. Krieg im Fokus. Kunstmuseum Stuttgart, Stuttgart, 30. Januar 2010 bis 16. Mai 2010.[21]
- 7. Internationales Festival für Fotografie Leipzig, 25. Juni 2016 bis 3. Juli 2016, Beteiligung.
 Das 7. Internationale Fotografiefestival F/STOP 2016 in Leipzig präsentierte erstmals auch im öffentlichen Raum die Ausstellungsexponate als Fototafeln. Dabei wurden auch Fotos von Gerda Taro und Capa in der Straße des 18. Oktober in einer Installation gezeigt. Am 19. September 2016 wurden die nach einem Farbanschlag restaurierten Fototafeln erneut am selben Ort ausgestellt.[16]
- Fotografinnen an der Front. Von Lee Miller bis Anja Niedringhaus. Kunstpalast Düsseldorf, 8. März 2019 bis 6. Juni 2019.[22]
- Sonderschau Gerda Taro (1910–1937). Fotopionierin – Naziflüchtling – Shooting Star, Capa-Haus, Leipzig, 4. März 2025 bis 10. April 2025[23]

## Literatur

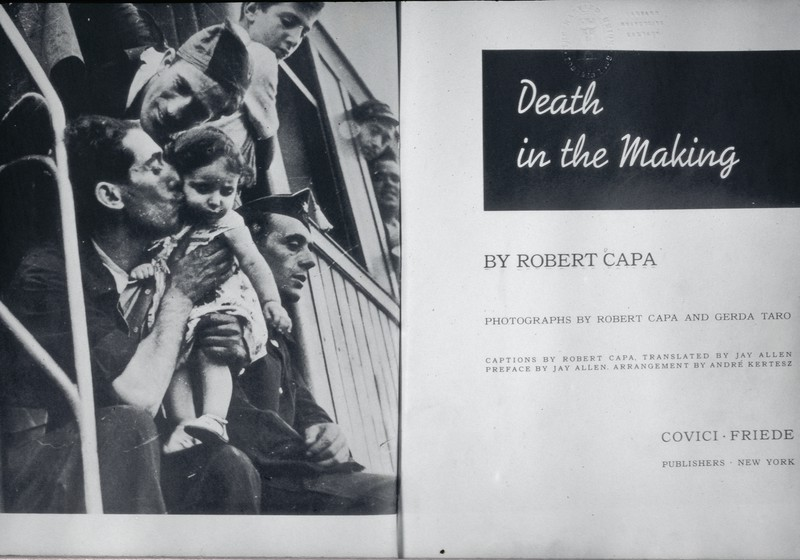
Titelseite von Death in the Making

### Belletristische Darstellungen
- Robert Cohen: Exil der frechen Frauen. Roman. Unionsverlag, Zürich 2020, ISBN 978-3-293-20874-2.
- Amanda Vaill: Hotel Florida. Wahrheit, Liebe und Verrat im Spanischen Bürgerkrieg. Aus dem Englischen von Susanne Held. Klett-Cotta, Stuttgart 2015, ISBN 978-3-608-94915-5.
- Susana Fortes: Warten auf Robert Capa. Roman. Übersetzung aus dem Spanischen von Judith Petrus. Ebersbach & Simon, Berlin 2016, ISBN 978-3-86915-120-5.
- Helena Janeczek: Das Mädchen mit der Leica. Roman. Übersetzung aus dem Italienischen von Verena von Koskull. Berlin Verlag, Berlin 2020, ISBN 978-3-8270-1398-9.
- Bernd Storz: Gerda Taro. Die Wahrheit ist schwarz-weiß. Schauspiel. Per H.Lauke Verlag e.K., Hamburg 2022.
- Caroline Bernard: Der Blick einer Frau: Sie riskiert ihr Leben, um die Welt zu ändern. Roman. Rütten & Loening, Berlin 2024. ISBN 978-3-3520-0996-9.

## Filme
- Liebe am Werk – Gerda Taro & Robert Capa. (OT: L'amour à l'œuvre – Gerda Taro et Robert Capa.) Dokumentarfilm, Frankreich, 2019, 26:22 Min., Buch und Regie: Stéphanie Colaux und Delphine Deloget, Bonne Compagnie, arte, Reihe: Liebe am Werk (OT: L'amour à l'œuvre. Couples mythiques d’artistes), Erstsendung: 14. April 2019 bei arte, Inhaltsangabe von ARD
- Sur les traces de Gerda Taro. Dokumentarfilm, 57 Min., Buch und Regie: Camille Ménager, Lou Rotzinger, Céline Sallette, Brotherfilms, 2021 (französisch).[24]
- La Photographe. Kurzfilm von Alexander Graeff (2023, 21 min.), Anna Maria Sturm als Gerta Pohorylle